# Keila-Joa
Keila-Joa är en småköping (estniska: alevik) i Lääne-Harju kommun i landskapet Harjumaa i Estland. Keila-Joa hade 2011 389 invånare. Den tillhörde Keila kommun 1992–2017.
Orten ligger vid Keilaälvens mynning i Finska viken.
I Keila-Joa ligger Keila-Joa herrgård.